# 丸一薬品
丸一薬品株式会社（まるいちやくひん）は、静岡県駿東郡清水町卸団地17-3 に本社を置く、医薬品・医療機器・医療用検査試薬・一般用医薬品等の卸売販売をおこなう企業であった。現在は、アルフレッサグループの「シーエス薬品」である。

## 概要
- 代表取締役社長　　高橋啓之
- 資本金 2,000万円

## 沿史
- 明治33年3月　創業
- 昭和4年3月「合名会社丸一高橋薬店」改組
- 昭和40年3月 資本金250万円で「株式会社丸一薬品」に改組
- 昭和46年6月 静岡県駿東郡清水町卸団地に本社移転
- 昭和48年3月「中北薬品」代表取締役・中北鎰雄が代表取締役会長に就任(代表取締役社長・高橋啓之)
- 昭和48年6月 「中北薬品」代表取締役を中北鎰雄 辞任
- 平成7年7月「 中北薬品株式会社」と合併

## 営業所
- 静岡県:静岡市・浜松市・富士市・下田市・小笠町

## 主な取引メーカー
- 武田薬品
- 大日本製薬
- 大塚製薬
- 吉富製薬
- 日本化薬
- 三光純薬
- 和光純薬
- 小野薬品